# Darnley Bay
Darnley Bay är en vik i Kanada.   Den ligger i territoriet Northwest Territories, i den norra delen av landet, 3 800 km nordväst om huvudstaden Ottawa.